# Джо Димаджо
Джоузеф Пол „Джо“ Димаджо (на английски: Joseph Paul „Joe“ DiMaggio, произношение:diˈmaddʒo) е бейзболен играч от американската Мейджър Лийг Бейзбол, който прекарва 13-годишната си кариера само с Ню Йорк Янкис. Известен е най-вече с това, че има 56 последователни игри с поне един успешен удар (1941 година), рекорд, който до днес все още е ненадминат. Става член на бейзболната зала на славата през 1955 година. За неговата 13-годишна кариера „Ню Йорк Янкис“ стават девет пъти шампиони. През 1969 година е избран за най-добрия жив спортен играч. Той е средният от трима братя, които всички играят в Мейджър Лийг Бейзбол.
Джо Димаджо е известен и като вторият съпруг на Мерилин Монро. На 14 януари 1954 г. Димаджо и Монро тайно сключват брак в кметството на Сан Франциско. Бракът им обаче трае само 9 месеца.